# آریامان

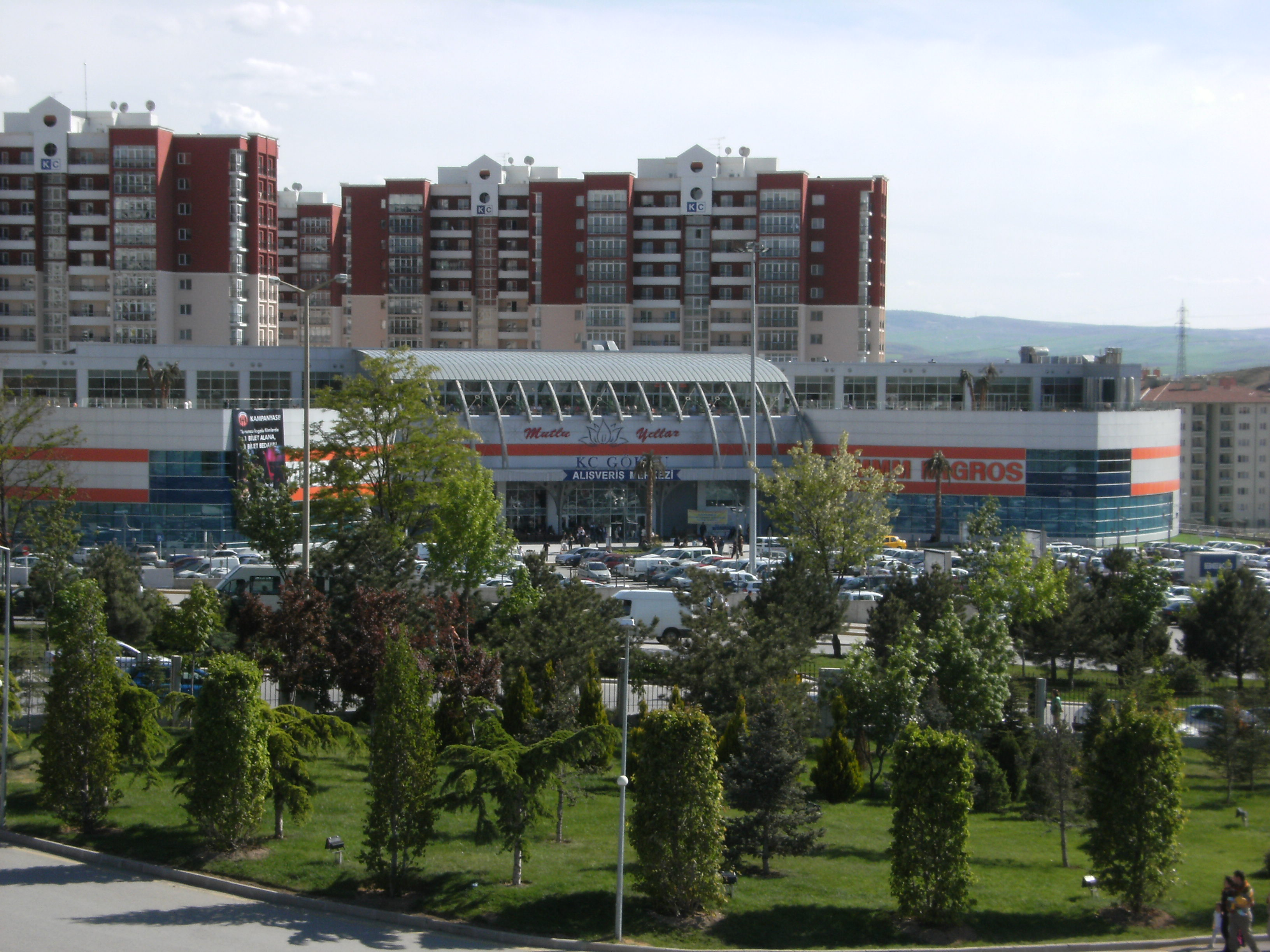
مرکز خرید گوکسو در شهرک آریامان.

آریامان نام منطقه ای در شهر آنکارا در ترکیه می‌باشد که مدرنترین پروژه انبوه‌سازی مسکن در ترکیه در این منطقه انجام شده است. جمیعت منطقه یریامان به دلیل پروژه‌های بزرگ ساخت مسکن به صورت مداوم در حال افزایش است. فاصله شهرک یریامان از مرکز شهر آنکارا ۲۵ کیلومتر می‌باشد. آپارتمان‌های این منطقه به دلیل نزدیکی به دانشگاه‌های BILKENT , HACETTEPE و METU مورد پسند دانشجویان این دانشگاه‌ها می‌باشد. در گروه بعدی کارمندان دولت از ساکنان اصلی این شهرک می‌باشند.
دریاچه مصنوعی گوکسو از مناسبترین مکانهای استراحت و تفریح شهر آنکارا در این شهرک واقع شده است.

## گالری تصاویر

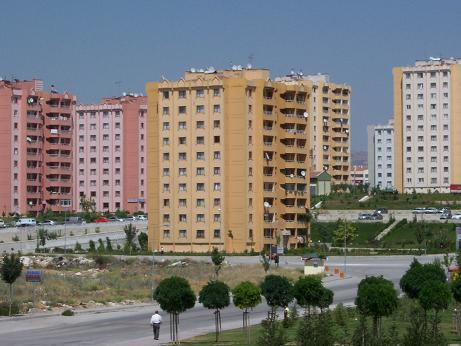
برج آریامان
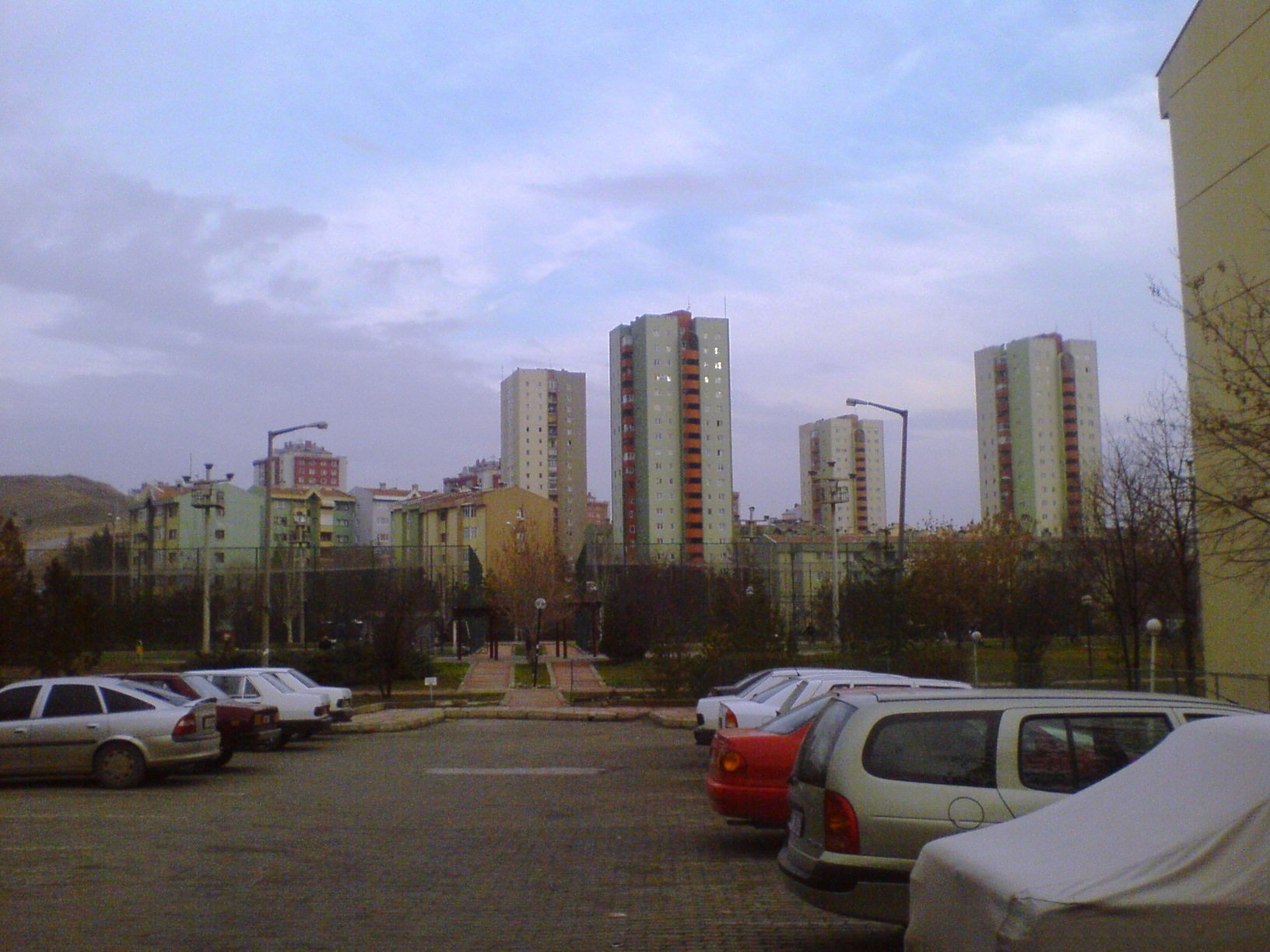
برج آریامان
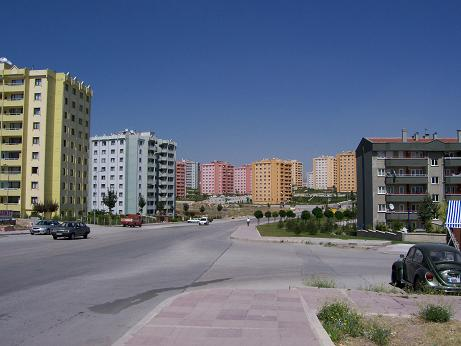
برج آریامان